# Emmanuel Tellier
Pour les articles homonymes, voir Tellier.
Emmanuel Tellier, né en 1967 à Montmorency dans le Val-d'Oise, est un rockeur et journaliste français.

## Biographie
Emmanuel Tellier a grandi à Tours. Après des études d'anglais, il passe l’année 1988-1989 en Angleterre, où il assiste à près d’une centaine de concerts en un an, à Londres, Manchester et Liverpool. Jean-Daniel Beauvallet, un des membres fondateurs des Inrockuptibles, également tourangeau d’origine (ils se connaissent depuis 1984), lui confie alors ses premiers articles pour la toute jeune revue bimestrielle. 
En septembre 1989, Tellier rejoint la rédaction parisienne, rue d’Alésia. Il y passe onze années, devenant l’un des piliers de l’équipe musique, aux côtés de Jean-Daniel Beauvallet, Christian Fevret, Christophe Conte et Stéphane Deschamps[réf. nécessaire]. 
Plusieurs de ses articles sont publiés à l’étranger  en Angleterre (interview de Kurt Cobain en couverture du NME, de même que des articles sur Oasis et Blur), en Belgique (Humo), en Italie (Mucho), aux États-Unis (Spin) et en Espagne (El Pais). Il est également régulièrement invité dans l’émission de Bernard Lenoir sur France Inter. 
Début 2000, Jean-François Bizot (fondateur d’Actuel et Nova) lui propose de prendre la rédaction en chef de Nova Mag (mensuel). Tellier y reste près de deux ans, jusqu’au moment où il est recruté par Télérama pour devenir chef du service culture.
Jusqu'à 2006, il continue à y écrire sur la musique, avec pour principaux coups de cœur Mercury Rev, Devendra Banhart, et surtout Sufjan Stevens et Arcade Fire (qui se retrouvent en couverture de l’hebdo). Il écrit aussi sur d’autres thèmes culturels, dont les nouvelles technologies, le design, et des sujets liés à l'économie de la culture.
En 2006, il est nommé rédacteur en chef de Télérama. De juin 2008 au début de l'année 2011, il dirige l’équipe du site Web de l’hebdomadaire, puis retourne à la rédaction en chef « globale ».
En octobre 2011, à sa demande, il quitte la direction de la rédaction pour redevenir grand reporter.
Depuis 2021, il est rédacteur en chef de la rubrique Culture de Marianne.

## Licenciement deTélérama
Médiapart révèle qu'il est licencié de Télérama en 2019, pour « agissements sexistes et harcèlement sexuel »,,. Il fait savoir qu'il conteste « les faits qui (lui) sont reprochés ainsi que les accusations » portées contre lui et que ses avocats saisissent le Conseil de prud'hommes. En octobre 2020, Marianne révèle que certains salariés se sont plaints d'une instruction menée uniquement « à charge ». Une personne extérieure au journal menacera même de saisir son avocat en se plaignant de multiples appels téléphoniques de la part du cabinet Egaé, fondé et codirigé par Caroline de Haas, chargé de l'enquête et de la direction du journal, la pressant de témoigner contre Emmanuel Tellier. Le 22 avril 2021, Télérama est condamné à verser 90 000 euros de dommages et intérêts au journaliste pour « licenciement sans cause réelle et sérieuse »,,. La direction du journal annonce son intention de faire appel. Selon Eugénie Bastié dans Le Figaro, ce licenciement est symbolique de la méthode expéditive déployée par Caroline De Haas. Elle estime qu'Emmanuel Tellier aurait fait l'objet de « griefs anciens, non datés, mélange de rumeurs et d’accusations sans preuve », et aurait notamment été accusé d’avoir évoqué la vie amoureuse de sa grand-mère lors d’un déjeuner entre collègues.